# Bacolod
Bacolod, oficialment la ciutat de Bacolod (/bɑːˈkɔːləd/; ilongo: Dakbanwa/Syudad sang Bacolod; filipí: Lungsod ng Bacolod), és una ciutat de primera classe de les Filipines. És la capital de la província de Negros Occidental.
Amb un total de 600.783 habitants segons el cens de 2020, és la segona ciutat més poblada de les Visayas, després de la ciutat de Cebu. Es troba a l'àrea metropolitana de Bacolod, amb una població total de 791.019 habitants, sobre una superfície total de 578,65 km².
Destaca pel seu Festival MassKara que se celebra durant la tercera setmana d'octubre i és coneguda per ser una ciutat relativament amable, ja que porta el sobrenom de "La ciutat dels somriures". La ciutat també és famosa per les seves delícies locals com la piaya, el cansi i el pollastre inasal.